# Sénateurs désignés par l'Assemblée régionale de Murcie
Les sénateurs désignés par l'Assemblée régionale de Murcie représentent la région de Murcie au Sénat espagnol.

## Normes et désignation
La faculté pour chaque communauté autonome de désigner un ou plusieurs sénateurs au Sénat, conçu comme une chambre de représentation territoriale, est énoncée à l'article 69, alinéa 5, de la Constitution espagnole de 1978. La désignation est régie par l'article 23 du statut d'autonomie de la région de Murcie ainsi que par le règlement de l'Assemblée régionale,.
Tout citoyen jouissant de ses droits civils et politiques et ayant la qualité de citoyen de la région peut être désigné sénateur. Une fois élus sénateurs, ceux-ci peuvent choisir de maintenir leur siège régional ou de démissionner sans remettre en cause leur mandat de sénateur. Après la tenue des élections régionales et la constitution de l'Assemblée régionale, le bureau de celle-ci fixe le nombre de sénateurs devant être désignés par l'Assemblée régionale. Le président de l'Assemblée régionale convoque alors une session plénière permettant la désignation. Les groupes sont chargés de présenter leurs candidats. Les députés ne peuvent voter que pour un seul candidat au cours d'un vote unique. Sont élus sénateurs ceux ayant obtenu le plus grand nombre de voix et dans la limite du nombre de sénateurs à désigner. En cas d'égalité, le candidat soutenu par le groupe parlementaire le plus important est déclaré élu. En cas de vacance, le groupe dont est issu le sénateur démissionnaire est chargé de proposer un nouveau candidat.
La dissolution de l'Assemblée régionale de Murcie met fin au mandat des sénateurs désignés, ceux-ci restent néanmoins en poste jusqu'à la désignation des nouveaux sénateurs. En cas de dissolution du Sénat, les sénateurs désignés restent en place sans nécessité d'un nouveau vote.

## Synthèse
| PSOE  |       | 1 | 1 | 1 | 1 | 1 | 1 | 1 |   | 1 | 1 | 1 |  |  |  |  |
| PP    |       |   |   | 1 | 1 | 1 | 1 | 1 | 2 | 1 |   | 1 |  |  |  |  |
| Cs    |       |   |   |   |   |   |   |   |   |   | 1 |   |  |  |  |  |
|       |       |   |   |   |   |   |   |   |   |   |   |   |  |  |  |  |
| Total | Total | 1 | 1 | 2 | 2 | 2 | 2 | 2 | 2 | 2 | 2 | 2 |  |  |  |  |

## Législatures

### Ire
| Parti | Parti | Sénateurs désignés     | Voix |
| ----- | ----- | ---------------------- | ---- |
| PSOE  |       | Luis Casalduero Campoy | 24   |

- Désignation : 28 juillet 1983.

### IIe
| Parti | Parti | Sénateurs désignés    | Voix |
| ----- | ----- | --------------------- | ---- |
| PSOE  |       | Manuel Hurtado García | 24   |

- Désignation : 18 septembre 1987.

### IIIe
| Parti | Parti | Sénateurs désignés          | Voix |
| ----- | ----- | --------------------------- | ---- |
| PSOE  |       | Manuel Hurtado García       | 22   |
| PP    |       | Antonio Luis Cárceles Nieto | 17   |

- Désignation : 10 juillet 1991.

### IVe
| Parti | Parti | Sénateurs désignés            | Voix |
| ----- | ----- | ----------------------------- | ---- |
| PP    |       | Antonio Luis Cárceles Nieto   | 26   |
| PSOE  |       | María Antonia Martínez García | 15   |

- Désignation : 12 juillet 1995.
- Antonio Cárceles (PP) est remplacé en mars 1996 par Joaquín Bascuñana García avec 25 voix favorables.

### Ve
| Parti | Parti | Sénateurs désignés            | Voix |
| ----- | ----- | ----------------------------- | ---- |
| PP    |       | Joaquín Bascuñana García      | 26   |
| PSOE  |       | María Antonia Martínez García | 18   |

- Désignation : 15 juillet 1999.
- Joaquín Bascuñana (PP) est remplacé en juillet 1999 par José Ramón Bustillo Navia-Osorio avec 26 voix favorables.

### VIe
| Parti | Parti | Sénateurs désignés               | Voix |
| ----- | ----- | -------------------------------- | ---- |
| PP    |       | José Ramón Bustillo Navia-Osorio | 28   |
| PSOE  |       | María Antonia Martínez García    | 15   |

- Désignation : 9 juillet 2003.

### VIIe
| Parti | Parti | Sénateurs désignés           | Voix |
| ----- | ----- | ---------------------------- | ---- |
| PP    |       | Pedro Manuel Hernández López | 28   |
| PSOE  |       | Pedro Saura García           | 14   |

- Désignation : 4 juillet 2007.
- Pedro Saura (PSOE) est remplacé en février 2008 par Francisco Abellán Martínez avec 13 voix favorables.

### VIIIe
| Parti | Parti | Sénateurs désignés       | Voix |
| ----- | ----- | ------------------------ | ---- |
| PP    |       | Joaquín Bascuñana García | 17   |
| PP    |       | Benito Marín Torrecillas | 16   |

- Désignation : 28 juin 2011.
- Joaquín Bascuñana (PP) est remplacé en février 2012 par Pedro Manuel Hernández López avec 30 voix favorables.

### IXe
| Parti | Parti | Sénateurs désignés           | Voix |
| ----- | ----- | ---------------------------- | ---- |
| PP    |       | Severa González López        | 22   |
| PSOE  |       | Francisco Javier Oñate Marín | 13   |

- Désignation : 13 juillet 2015.
- Severa González (PP) est remplacée en juillet 2018 par Francisco Martín Bernabé Pérez avec 20 voix favorables.

### Xe
| Parti | Parti | Sénateurs désignés         | Voix |
| ----- | ----- | -------------------------- | ---- |
| Cs    |       | Miguel Sánchez López       | 22   |
| PSOE  |       | Lourdes Retuerto Rodríguez | 16   |

- Désignation : 19 juillet 2019.

### XIe
| Parti | Parti | Sénateurs désignés                  | Voix |
| ----- | ----- | ----------------------------------- | ---- |
| PP    |       | José Ramón Díez de Revenga Albacete | 21   |
| PSOE  |       | María Dolores Flores García         | 15   |

- Désignation : 18 octobre 2023.